# Olšová Vrata

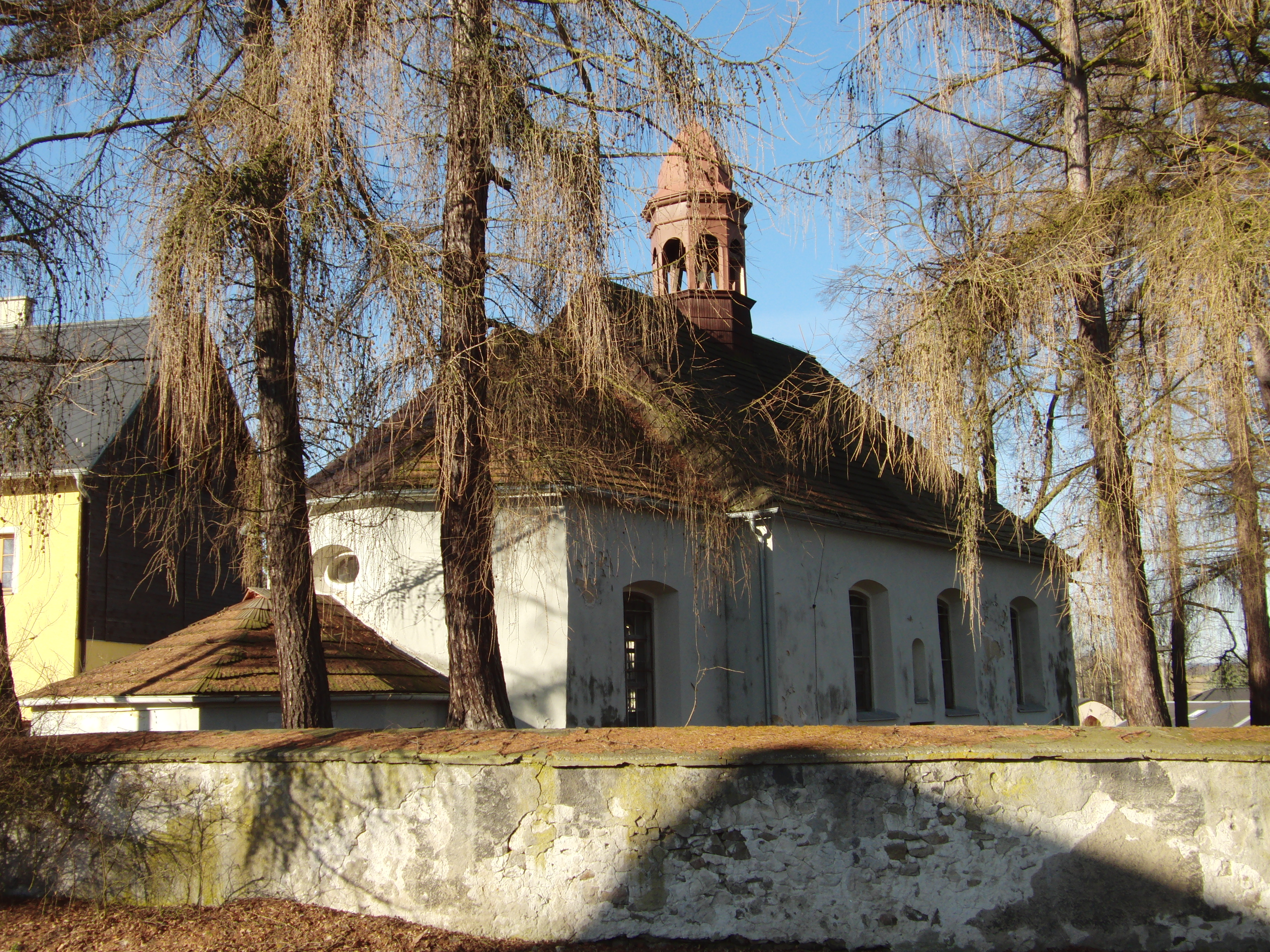
Katharinenkirche von Olšová Vrata

Olšová Vrata (deutsch Espenthor) ist ein Ortsteil der Stadt Karlovy Vary in Tschechien. Er liegt vier Kilometer südöstlich des Stadtzentrums und gehört zum Okres Karlovy Vary. In Olšová Vrata liegt der Flughafen Karlsbad.

## Geographie
Olšová Vrata befindet sich am Rande des Kaiserwaldes auf einer Hochfläche. Große Teile der Ortsfluren gehören zum Landschaftsschutzgebiet ChKo Slavkovský les. Im Norden verläuft die Staatsstraße 6 / E 48. Südlich des Dorfes liegt der Flugplatz, nordöstlich der Golfplatz. Östlich des Ortes erhebt sich der Vítkův vrch (644 m), nordöstlich liegen der Bukový vrch (700 m) und der Travný vrch (694 m).
Nachbarorte sind Sedlečko und Šemnice im Nordosten, Andělská Hora im Osten, Žalmanov, Peklo und Nová Víska im Südosten, Pila und Kolová im Süden, Háje und Březová im Südwesten sowie Na Rybníce und Hůrky im Nordwesten.

## Geschichte
Die erste schriftliche Erwähnung des zwischen dem Kaiserwald und dem Aspenwald angelegten Dorfes erfolgte im Jahre 1246.
Nach der Aufhebung der Patrimonialherrschaften bildete Espenthor ab 1850 eine Gemeinde im Bezirk Karlsbad. 1869 hatte Espenthor 424 Einwohner. Zwischen 1929 und 1931 entstand südlich des Dorfes der Flugplatz. 1933 war der aus Eisenbeton errichtete Hangar fertiggestellt. Infolge des Münchner Abkommens wurde Espenthor 1938 dem Deutschen Reich angeschlossen und zunächst dem Landkreis Karlsbad zugeordnet. Am 1. Mai 1939 erfolgte die Eingemeindung nach Karlsbad. In Espenthor wurde vom 9. November 1938 bis 30. Juni 1939 ein Außenlager des KZ Flossenbürg betrieben. Bis 1945 war Espenthor Teil des Stadtkreises Karlsbad und kam nach dem Ende des Zweiten Weltkrieges zur Tschechoslowakei zurück.
Nach Kriegsende wurde die Eingemeindung beibehalten. Ab 1949 begann der Verein Sokol Karlovy Vary den seit 1904 bestehenden ältesten Golfplatz des Landes, der im Zweiten Weltkrieg verwüstet worden war, wiederherzustellen. Da dies nicht gelang, errichtete der Klub bei Olšová Vrata einen neuen Golfplatz. 1950 lebten in Olšová Vrata 340 Menschen. Nach der Auflösung des Okres Karlovy Vary-město gehörte der Ort ab 1961 zum Okres Karlovy Vary. 1998 hatte das Dorf 363 Einwohner. Im Jahre 2001 bestand das Dorf aus 112 Wohnhäusern, in denen 353 Menschen lebten.

## Sehenswürdigkeiten
- Naturdenkmal PP Olšová Vrata am Felsen Šemnická skála  (645 m, Hermannstein) nordöstlich des Dorfes; das Schutzgebiet mit einer Fläche von 8,42 ha wurde 1933 ausgewiesen.
- Kirche der hl. Katharina